# Iakov (Tislenko)
Iakov (světským jménem: Jevgenij Ivanovič Tislenko; * 19. srpna 1960, Miněralnyje Vody) je ruský duchovní Ruské pravoslavné církve a emeritní biskup narjan-marský a mezenský.

## Život
Narodil se 19. srpna 1960 ve městě Miněralnyje Vody.
Roku 1965 se jeho rodina přestěhovala do Vladimiru. Roku 1977 dokončil Vladimirskou střední školu č. 31 a nastoupil na filologickou fakultu Lomonosovovy univerzity v Moskvě. Studium dokončil roku 1982. Poté do roku 1984 sloužil v řadách Sovětské armády.
Roku 1985 nastoupil na Moskevský duchovní seminář a následně na Moskevskou duchovní akademii.
Roku 1990 byl přijat do Trojicko-sergijevské lávry. Stejného roku se stal pomocníkem patriarchy moskevského Alexije II.
Dne 19. prosince 1991 byl představeným lávry archimandritou Feognostem (Guzikovem) postřižen na monacha se jménem Iakov na počest svatého Jakuba Spravedlivého.
V letech 1996–2011 byl vedoucím filmového studia lávry a od roku 2009 byl také redaktorem časopisu Makovec.
Účastnil se misií na Antarktidě, Sachalinu, Kurilech či Severním pólu.
Dne 8. dubna 2001 jej biskup krasnogorský Sava (Volkov) rukopoložil na hierodiakona a 5. října 2008 biskup sergijevoposadský Feognost (Guzikov) na jeromonacha.
Dne 27. prosince 2011 jej Svatý synod zvolil biskupem narjan-marským a mezenským. Dne 6. ledna 2012 byl povýšen na archimandritu.
Dne 3. února 2012 byl oficiálně jmenován biskupem a 25. února proběhla v chrámu Zjevení Páně v Moskvě jeho biskupská chirotonie. Světiteli byli patriarcha moskevský Kirill, metropolita krutický a kolomenský Juvenalij (Pojarkov), metropolita astanský a kazachstánský Alexandr (Mogiljov), metropolita volokolamský Ilarion (Alfejev), metropolita archangelský a cholmogorský Daniil (Dorovskich), arcibiskup istrijský Arsenij (Jepifanov), arcibiskup sergijevo-posadský Feognost (Guzikov), biskup krasnogorský Irinarch (Grezin), biskup dmitrovský Feofilakt (Moisejev), biskup solněčnogorský Sergij (Čašin) a biskup podolský Tichon (Zajcev). Dne 20. března 2025 byl penzionován a jako místo pobytu mu byla určena Trojicko-sergijevská lávra.